# .example
.example to zarezerwowana domena najwyższego poziomu, nieprzeznaczona do używania w globalnym systemie DNS. Została zdefiniowana w czerwcu 1999 w dokumencie RFC 2606, razem z domenami .invalid, .localhost i .test.
Domena .example jest przeznaczona do użycia w dokumentacji oraz jako przykład nazw domen.
Domeny drugiego poziomu example.com, example.net oraz example.org także są zarezerwowane. IANA udostępniła te domeny do użytku w instrukcjach obsługi i przykładowej konfiguracji oprogramowania. W ten oto sposób osoby tworzące dokumentacje i programy mogą używać tych nazw bez obaw, że inni użytkownicy spróbują użyć przykładowej konfiguracji.
Od roku 2008 te domeny są przypisane do adresu 208.77.188.166, który jest obsługiwany przez ICANN.